# Zack Kassian

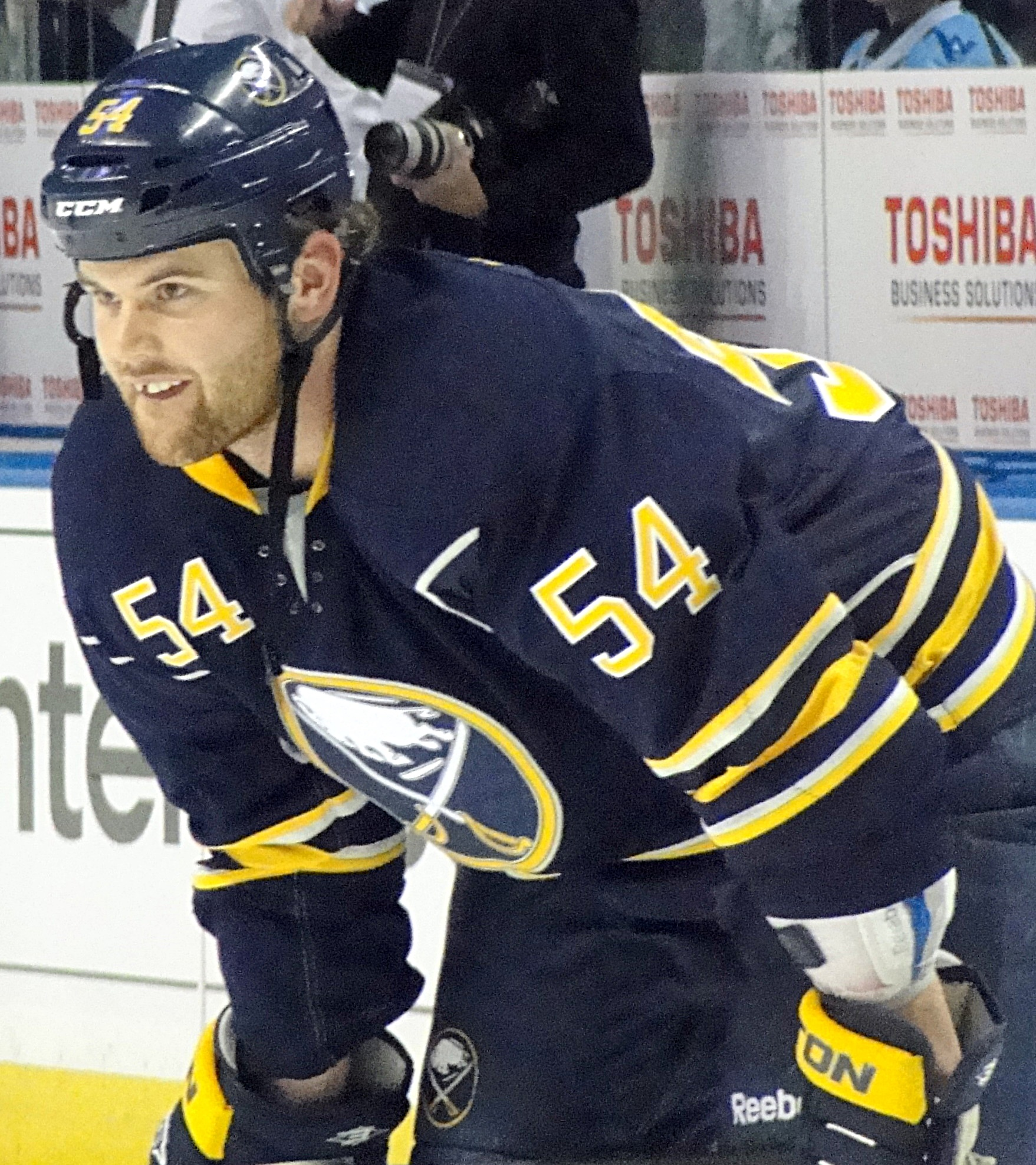
Zack Kassian i Buffalo Sabres.

Zack Adam Kassian, född 24 januari 1991 i Windsor, Ontario, är en kanadensisk professionell ishockeyspelare som spelar för Arizona Coyotes i NHL.
Han har tidigare spelat på NHL-nivå för Edmonton Oilers, Vancouver Canucks och Buffalo Sabres och på lägre nivåer för Portland Pirates, Rochester Americans och Chicago Wolves i American Hockey League (AHL) och Peterborough Petes och Windsor Spitfires i Ontario Hockey League (OHL).
Kassian draftades i första rundan i 2009 års draft av Buffalo Sabres som 13:e spelare totalt.

## Statistik

### Klubb
| 2006–2007  | Windsor Jr. Spitfires | AH         | 57  | 32 | 48  | 80  | 136 | —  | —  | —  | —  | —  |
|            | Leamington Flyers     | WOHL       | 2   | 0  | 0   | 0   | 6   | —  | —  | —  | —  | —  |
| 2007–2008  | Peterborough Petes    | OHL        | 58  | 9  | 12  | 21  | 74  | 5  | 1  | 0  | 1  | 2  |
| 2008–2009  | Peterborough Petes    | OHL        | 61  | 24 | 39  | 63  | 136 | 4  | 0  | 2  | 2  | 8  |
| 2009–2010  | Peterborough Petes    | OHL        | 33  | 8  | 19  | 27  | 54  | —  | —  | —  | —  | —  |
|            | Windsor Spitfires     | OHL        | 5   | 4  | 0   | 4   | 23  | 19 | 7  | 9  | 16 | 38 |
| 2010–2011  | Windsor Spitfires     | OHL        | 56  | 26 | 51  | 77  | 67  | 16 | 6  | 10 | 16 | 37 |
|            | Portland Pirates      | AHL        | —   | —  | —   | —   | —   | 3  | 0  | 0  | 0  | 2  |
| 2011–2012  | Buffalo Sabres        | NHL        | 27  | 3  | 4   | 7   | 20  | —  | —  | —  | —  | —  |
|            | Rochester Americans   | AHL        | 30  | 15 | 11  | 26  | 31  | —  | —  | —  | —  | —  |
|            | Vancouver Canucks     | NHL        | 17  | 1  | 2   | 3   | 31  | 4  | 0  | 0  | 0  | 2  |
| 2012–2013  | Vancouver Canucks     | NHL        | 39  | 7  | 4   | 11  | 51  | 4  | 0  | 0  | 0  | 4  |
|            | Chicago Wolves        | AHL        | 29  | 8  | 13  | 21  | 61  | —  | —  | —  | —  | —  |
| 2013–2014  | Vancouver Canucks     | NHL        | 73  | 14 | 15  | 29  | 124 | —  | —  | —  | —  | —  |
| 2014–2015  | Vancouver Canucks     | NHL        | 42  | 10 | 6   | 16  | 81  | —  | —  | —  | —  | —  |
| NHL totalt | NHL totalt            | NHL totalt | 198 | 35 | 31  | 66  | 307 | 8  | 0  | 0  | 0  | 6  |
| AHL totalt | AHL totalt            | AHL totalt | 59  | 23 | 24  | 47  | 92  | 3  | 0  | 0  | 0  | 2  |
| OHL totalt | OHL totalt            | OHL totalt | 213 | 71 | 121 | 192 | 354 | 44 | 14 | 21 | 35 | 85 |

### Internationellt
| Källa: Utv = Utvisningsminuter Uppdaterad: 2015-12-28 | Källa: Utv = Utvisningsminuter Uppdaterad: 2015-12-28 | Källa: Utv = Utvisningsminuter Uppdaterad: 2015-12-28 | Källa: Utv = Utvisningsminuter Uppdaterad: 2015-12-28 | Källa: Utv = Utvisningsminuter Uppdaterad: 2015-12-28 | Källa: Utv = Utvisningsminuter Uppdaterad: 2015-12-28 | Källa: Utv = Utvisningsminuter Uppdaterad: 2015-12-28 | Källa: Utv = Utvisningsminuter Uppdaterad: 2015-12-28 |  |
| År                                                    | Lag                                                   | Turnering                                             | Matcher                                               | Mål                                                   | Assist                                                | Poäng                                                 | Utv                                                   |  |
| ----------------------------------------------------- | ----------------------------------------------------- | ----------------------------------------------------- | ----------------------------------------------------- | ----------------------------------------------------- | ----------------------------------------------------- | ----------------------------------------------------- | ----------------------------------------------------- |  |
| 2011                                                  | Kanada                                                | JVM                                                   | 5                                                     | 2                                                     | 1                                                     | 3                                                     | 27                                                    |  |
| Totalt                                                | Totalt                                                | Totalt                                                | 5                                                     | 2                                                     | 1                                                     | 3                                                     | 27                                                    |  |